# Чифте-Хаммам
Чифте амам (макед. Чифте-амам; алб. Çifte hamami) — бывший хаммам в Скопье, столице Северной Македонии. Он расположен в средней части Старой Чаршии, между мечетью Мурат-паши и кавай-сараем Сули Ан. Ныне здание хаммама используется в качестве художественной галереи, в котором располагается часть Национальной галереи Македонии.

## Название
Хаммам получил свое название от турецкого слова "чифт", переводимого как "пара", что объясняется принадлежностью памятника к категории двойных хамамов. Он также известен как хамам Исы-бея по имени его основателя, а знаменитый османский путешественник Эвлия Челеби называл его "новым хаммамом".

## История

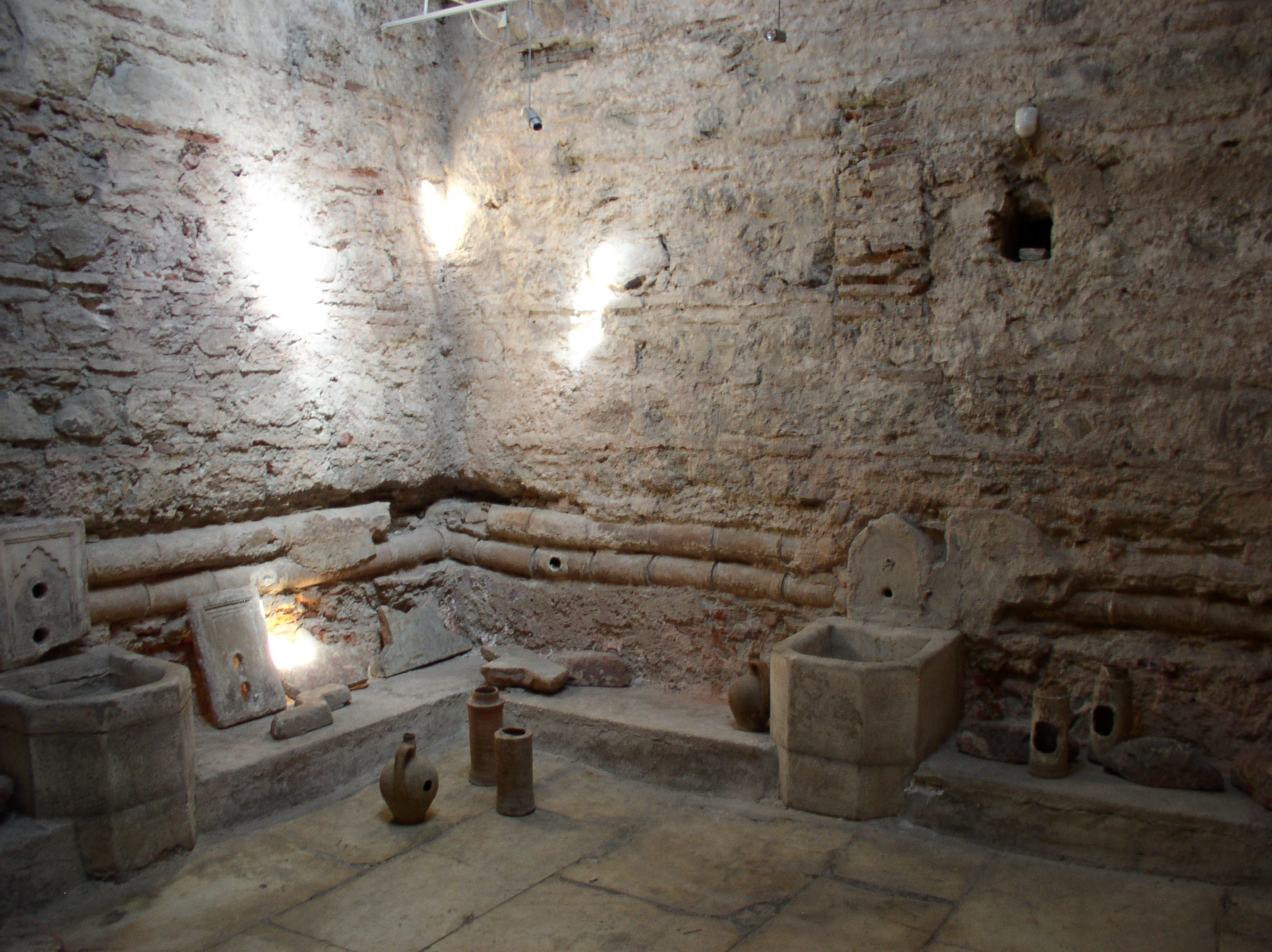
Внутреннее помещение Чифте-Хаммама

Хаммам был построен во второй половине XV века по завещанию Исы-бея Исаковича. Впервые он упоминается в вакфнамэ (вакуфном документе) мечети Исы-бея в 1531 году. Памятник был частично разрушен в результате землетрясения в Скопье в 1963 году. После своего восстановления бывший хаммам стал представлять собой художественную галерею. В нём также расположена часть Национальной галереи Македонии, основным зданием которой служит Хаммам Давуд-паши.

## Архитектура
Чифте-Хаммам ныне окружён многочисленными магазинами, что мешает в полной мере желающим оценить архитектурный облик здания. Он представляет собой монолитную конструкцию, при строительстве которой соблюдалось функциональное единство и единая внешняя облицовка. Хаммам имеет два больших купола и множество маленьких. Он делится на две части: мужскую и женскую, и в отличие от других подобных двойных хаммамов эти части в Чифте-Хаммаме сходятся в помещении для купания.